# 派爾氏狗母魚
派爾氏狗母魚，為輻鰭魚綱仙女魚目合齒魚亞目合齒魚科的其中一種，分布於中西太平洋的斐濟海域，棲息深度90-99公尺，體長可達8.1公分，為底棲性魚類，屬肉食性，生活習性不明。